# Kenneth Gentry
Kenneth L. Gentry, Jr. (3 de maio de 1950) é um teólogo reformado, e um ministro ordenado da Igreja Presbiteriana Reformada da Assembléia Geral. Ele é particularmente conhecido por seu apoio e divulgação sobre os temas do preterismo parcial e Pós-Milenismo na escatologia cristã, bem como para a criação teonomia e seis dias. Ele sustenta que cada um destes distintivos teológicos são lógicas e teológicas extensões de sua teologia fundamental, que é calvinista e reformada.

## Biografia
Gentry nasceu em Chattanooga, no Tennessee. Ele é casado (desde julho de 1971) e tem três filhos adultos.
Ele recebeu seu B.A. em Estudos Bíblicos de Tennessee Temple University (1973, cum laude). Depois de se formar ele se matriculou na Grace Theological Seminary, em Winona Lake, Indiana. Depois de dois anos no Seminário Grace (1973–1975) que deixou o dispensacionalismo, tendo-se convencido de um convênio e teologia reformada. Ele foi transferido para Reformed Theological Seminary, em Jackson, Mississippi (1975–1977). Após completar os estudos no Seminário Teológico Reformado, ele foi premiado com o M. Div. em 1977. Após vários anos de ministério pastoral, ele ganhou uma Th.M. (1986) e um Th.D. (1987, magna cum laude) de Whitefield Theological Seminary, tanto no campo do Novo Testamento.
Enquanto no Reformed Theological Seminary, estudou sob Greg L. Bahnsen, um apologista líder pressuposicional. Embora Gentry inicialmente resistiu à vista distintivo ética e escatológica da Bahnsen, ele acabou sendo convencido de ambos ética teonomista e escatologia postmillennial e tornou-se uma co-acérrimo defensor deles com Bahnsen. Ao longo dos anos, ele desenvolveu uma estreita amizade com Bahnsen, muitas palestras com ele em conferências, co-escrevendo um livro com ele (House Divided: The Break-up de Dispensational Teologia), finalmente se juntar à equipe do sul da Califórnia Bahnsen do Centro de Estudos Cristãos e, finalmente, contribuir para a Festschrift em homenagem a Bahnsen, intitulado: O porta-estandarte.
Gentry é o director executivo da GoodBirth Ministries, um ministério sem fins lucrativos de ensino religioso ", o compromisso de patrocinar, subsidiar, e avançando erudição cristã séria e educação". Ele é também o director do NiceneCouncil.com, uma apologética cristã website.